# 樂伽公寓
樂伽公寓是一家長租公寓營運商，在南京、蘇州、杭州等多個城市經營業務，管理超過20萬個住宅單位。2019年8月7日，樂伽公寓宣佈已經停止營運。不少客戶向樂伽公寓支付了半年以上的租金。樂伽公寓破產後，不少房東因未能收到租金而驅逐住戶，數以萬計的租戶被驅趕。